# Le Roman des rois
Le Roman des rois est un roman historique écrit par l'écrivain, historien et homme politique français Max Gallo, paru en 2009.

## Présentation
Max Gallo raconte, aux travers de trois rois capétiens, Philippe II Auguste, Saint Louis et Philippe IV le Bel, la construction de la France au Moyen Âge,.
Le récit est publié chez Fayard et sort en 2009.